# Gillinge, Vallentuna kommun
Gillinge är en bebyggelse Angarns socken i Vallentuna kommun. SCB avgränsade 2020 för bebyggelsen en småort.
Gillingebanan ligger här.